# Nhà hàng New Lucky
Nhà hàng New Lucky là một nhà hàng tại thành phố Ahmedabad, bang Gujarat, Ấn Độ. Nhà hàng này nổi tiếng với việc xuất hiện các bia mộ, quan tài xung quanh bàn ăn.

## Xây dựng
Nhà hàng New Lucky có vị trí tại thành phố Ahmedabad, được xây dựng trên một nghĩa địa của người Hồi giáo từ nhiều thế kỷ trước. Chủ sở hữu nhà hàng là ông Krishnan Kutti. Ông cho biết nhà hàng được xây dựng từ một mảnh đất có các ngôi mộ là những phần còn sót lại cho đến ngày nay. Do đất chật người đông, chủ nhà hàng đã tận dụng khu đất này để trở thành nơi kiếm sống. Thay vì lát gạch lên trên các ngôi mộ hoặc di chuyển ra nơi mới, ông Kutti đã xây nhà hàng của mình ngay cạnh những nấm mồ này. Ông cho rằng các ngôi mộ sẽ mang lại may mắn cho nhà hàng của mình.

### Đặc trưng
Nằm rải rác trong nhà hàng bên cạnh những bộ bàn ghế phục vụ thực khách là những ngôi mộ được sơn xanh có rào sắt cao tầm 40–50 cm chắn xung quanh. Tuy được xây dựng trên một nghĩa trang nhưng những người làm ở đây cũng không biết rõ chủ nhân của các ngôi mộ trong này. Thực khách sẽ ngồi ăn ngay bên cạnh những ngôi mộ. Người chủ nhà hàng cũng đã bày hoa tươi cũng như lễ vật để tỏ lòng thành kính và tôn trọng. Nơi đây phục vụ những món ăn địa phương với giá bình dân. Vào mỗi buổi sáng, những người phục vụ ở đây sẽ dành thời gian để lau những bia mộ và trang trí với những bông hoa tươi. Họ nói rằng: "Chúng tôi bắt đầu một ngày mới bằng việc dành sự tôn kính cho những bia mộ, tưởng nhớ những người quá cố là điều vô cùng quan trọng." Có tổng cộng 12 chiếc quan tài bằng đá xanh nằm rải rác xung quanh nhà hàng một cách ngẫu nhiên và khách hàng phải tìm đường đến bàn của họ giữa những người chết. Một giả thuyết phổ biến cho rằng những quan tài này thuộc về người quá cố theo đạo Hồi ở thế kỷ 16.

## Tiếp nhận
Tuy được xây dựng trên một nghĩa trang nhưng thực khách đến nhà hàng này không kinh hãi, thậm chí là tỏ ra rất thích thú với kiểu trang trí này. Kể từ thời điểm khai trương tới nay, nhà hàng New Lucky luôn đông khách. Nơi đây cũng trở thành điểm đến nổi tiếng ở địa phương trong hơn 5 thập kỷ qua. Bên cạnh những ngôi mộ, New Lucky còn nổi tiếng với các món ăn như trà sữa, bánh bơ vòng. Nghệ sĩ nổi tiếng người Ấn Độ M. F. Husain khen ngợi nhà hàng và từng đề cập trong một cuộc phỏng vấn rằng Nhà hàng Lucky đã mang lại cho ông "cảm giác sống chết". Báo Dân Việt nhận xét: "Đây là một bầu không khí ăn uống thú vị và kỳ lạ và sẽ không dành cho những người "yếu bóng vía".